# 二家本辰己
二家本 辰己（にかもと たつみ、1953年3月6日 - ）は、日本の殺陣師、俳優、スタントマン、スーツアクター。別名 二家本 辰巳（読み同じ）。アクションをこなせる役者集団アーバンアクターズ代表。山口県周南市出身。

## 経歴
中学卒業後、徳山技能専門校（現：山口県立東部高等産業技術学校）でブロック建築を学んで就職したものの、アクションスターを目指して1971年に上京し、ジャパンアクションクラブ（現・ジャパンアクションエンタープライズ）に入門した。
アクションを得意とする俳優（またはスタントマン）として数々の作品に端役や斬られ役として出演したが、『ウルトラマンレオ』でレオのスーツアクターとして披露した華麗なアクションが名高い（詳細は後述）。
各種映画や『探偵物語』で共演するなどして交友のあった松田優作の監督作『ア・ホーマンス』からもっぱら殺陣師・アクション監督として活動するようになり、1989年にアーバンアクターズを設立した。
北野武の作品は『座頭市』をはじめとして殺陣・アクションをすべて二家本が担当しており、北野から「日本一忙しい殺陣師」として表彰を受けるなど高く評価されている。そのほか、舞台などでも活躍するアクションコーディネーターの1人である。
2012年2月26日には、『第21回東京スポーツ映画大賞』と『第12回ビートたけしのエンターテインメント賞』の授賞式で、審査員長の北野によって急遽設けられた技術スタッフ賞を受賞した。その壇上では、同じく特別賞を受賞した福本清三との殺陣の実演や、北野が構えたマシンガンのプロップに二家本がアクションで応じるといったことも行われた。
2022年11月19日には、東京都内にて開催されたトークイベントに町田政則と共に登壇し、JAC入門当時からの秘話を明かした。
2023年、YouTubeチャンネル「二家本辰己official YouTube」を開設し、時代劇や特撮、アクションなどのさまざまな情報を発信している。

## 逸話
- 殺陣師への転向のきっかけは、二家本のアクション面を高く評価して「いい殺陣師になれる」と言った松田優作の言葉だったという（詳細は後述）。また、松田の演技は俳優として、殺陣師としての二家本に大きな影響を与えていることを語っている。
- 『座頭市』における北野武の殺陣を「今、あれだけ早く正確に斬れる方はおられないじゃないでしょうか」と評している。

### JAC時代
- JAC加入のきっかけは『キイハンター』での千葉真一のアクションに魅せられたからだと語る[2]。
- JAC加入当初は準会員で、住み込みで新聞配達のアルバイトをしながら練習に参加していた[2]。3階から飛び降りる稽古を行う前日には手紙を書き残すよう告げられたほか、テクニックの説明もなく言われるがまま飛び降りるだけで、負傷したとしても自分からは言わないような時代であり、スポーツや格闘技の経験もない身でバク転などの技術を会得したという[4]。
- ジャンプを得意としていたため、『人造人間キカイダー』ではトランポリンを担当していた[2]。練習では顔にタオルを巻いて感覚だけで空中回転を行うなどしており、こうした練習が後に『ウルトラマンレオ』などで活かされたと語っている[2]。後にJAC（現・JAE）社長となる金田治は、二家本の脱退後も後進に彼の実績を語ることがあったと二家本本人に述べている[2]。
- 松田優作には『探偵物語』の時に話しかけられ、自動二輪の購入資金がないとジェスチャーを交えながら明かしたことを面白がられたことがもとで、『野獣死すべし』などでも呼ばれるようになった。松田は二家本のことを、「あいつはいい殺陣師になる」と周囲に話していたという[8]。
- 『月光仮面』（1981年版）に参加した際には、ヘリコプターから落下する設定で実際にぶら下がって離陸したが、操縦士との手違いと落下用マットがマッチ箱ぐらいの大きさにしか見えない恐怖心から、100メートルの高さでは飛び降りられなかった[4]。本番では25 - 26メートルの高さで飛び降りた[4]が、着地時に吐血したという[8]。

### アーバンアクターズ設立後
- 『王手』に参加して足を骨折し、病院でギプスを装着してもらった直後に『いつかギラギラする日』の現場へ電話で呼ばれた際には、自分でギプスを切ってテーピングをして行ったという[8]。

### 『ウルトラマンレオ』関連
- 「格闘技の達人で高い身体能力を持つ」というレオの設定から、そのアクションにはそれまでのウルトラマンが巨大感に合わせたアクションを行っていたのと一転し、バク転やバク宙（後方宙返り）などを筆頭に柔道や空手、合気道などの各種武道や格闘技からアクロバティックな動きが取り入れられた（ファイティングポーズにも空手や柔道の影響が見られる）。角のような頭部デザインのマスクを装着しながら、それまでなかった歯切れのよいスピーディな動きをこなした二家本の演技はファンから絶賛されているが、二家本の回想によればレオの頭の角よりも、ウェットスーツの素材に伸縮性がないことから「体をひねる」「脇をしめて構える」といった動作が難しかったという[2]。
- そもそも当初はレオをレギュラーで演じる予定ではなく、ウルトラマンの子供ショーに参加していたところを誘われ、第1話ではウルトラセブンを演じていた[4]。しかし、スタッフは同話前半でレオを演じた川口和則のアクションに満足できず、ゲストだったはずの二家本が後半からレオをレギュラーで演じることになったという[4][6]。セブンを希望した理由は、セブンが好きだったこととアイスラッガーを投げてみたかったからだという[注釈 1]。なお、この交代に合わせてレオのスーツも新しくされたが、マスクはそのままだったため、目の位置が覗き穴に合わず片目しか見えない状態で最終話まで演じきったという[4][6]。
- 当初のストーリー設定では、人間体のレオがその未熟さと地球を愛する正義感の強さからすぐに変身して戦うも敗れたのち、特訓して雪辱を果たすという展開が常であった。この設定は1クール目が過ぎるころまで続いたため、撮影日程が通常の倍になり、それまでのスーツアクターのうち最も過酷なスケジュールで撮影に臨まなくてはならなくなった。
- 水中戦ばかりであった第1話・第2話では、スーツのマスクに水のはけ口がなく、水がスーツの中に溜まって喉元まで達したため、死の危険を感じて思わずマスクを破壊したという[4]。このためか、第2話冒頭のスローモーションで流されるレオの格闘シーンでは、耳の下あたりに水抜き穴が確認できることからわかるように、若干の改良が施されている。また、同話では水を張ったセットで連続バク転をしており、第1話・第2話のパイロット監督を担当した真船禎は「とにかく二家本さんって凄いよね。ぬいぐるみ着たまま、水を張ったステージでも連続バック転やるんだから。CGなしであんなこと出来るなんて信じられないよ」と絶賛していた[9]。
- 空中技を放って地面に落ちるシーンでは基本的にマットが用意されておらず、指示に逆らえず落ちるたびに痛い思いをしていた[4]。レオキックの際にレオの左足が途中から降りていたのは、左足で受け身を取るためだったという[4]。
- 第11話での対ケットル星人戦の際、工場の煙突を用いて即席で作製したヌンチャクを振るうシーンは、現場で初めて聞いたものである[4]。ヌンチャクの使い方を教えてもらったうえでこなしたが、ブルース・リーの映画『燃えよドラゴン』が流行っていたからだろうと後年に述懐している[4]。
- マスクの目に開けられている視界確保用の穴から火薬（ミサイルの表現に用いる曳光弾）が飛び込んで燃え始めたり、火薬発火用の電線が誤って配線されて電流を直接浴びるなど、後年では起こり得ない危険なアクシデントが続発していた。その後もピアノ線による操演の円盤生物を相手に演技で悪戦苦闘するなど、後々まで苦労は耐えなかった。二家本曰く「当時の円谷プロ作品ではスーツアクターの待遇はよくなかった。円谷で1年やれれば他社なら10年持つと言われていました」。
- それまでのウルトラシリーズでは、各回登場の怪獣と屋外で撮影することはしばしばあったが、宙を舞うシーンなどは初期にまとめ撮りしてそれを流用するのが常であった。しかし、『レオ』では回ごとに鍛えられたレオがより新しい技を身につけていく設定のため、前述のシーンが毎回新撮されている。
  - 第9話のギロ星獣との戦闘では、泡にまみれながらハイジャンプする映像が屋外で撮影されたが、話の展開に合わせて身体に付着する泡の量を加減するなどの細かい演出を加えての撮影や、第2話から出るレオキックにしても回によっては同じ映像を繰り返すのではなく、3 - 4回ほどキックの映像を撮影して毎回違う映像で効果的にキックを演出するなど、フィルムと時間が大変費やされていることがうかがわれる。
- 素顔でもスポーツセンターの空手担当者として登場し、第1話冒頭で変身前のレオ=ゲン役の真夏竜と組手を行うシーンもある（その4カット目でゲンに正拳突きを入れようとしてかわされ、後ろ回し蹴りで倒されるメンバーで出演している[注釈 2]。以上の話題に関する本人のインタビューは、ビデオ版『ウルトラマンレオ』の特典映像で観ることができる）。
- 二家本は、スーツアクターとして最も世話になった人物として、『レオ』で怪獣役を務めた河合徹を挙げている[3]。『メカゴジラの逆襲』への参加は、河合からの誘いによるものであった[3][10]。

## 出演

### 映画
- メカゴジラの逆襲（1975年） - チタノザウルス[11][3][2][10][4][5]
- 極底探険船ポーラーボーラ - トリケラトプス（上半身）
- ウルトラマン怪獣大決戦（1979年7月21日、松竹） - バルタン星人（新規撮影部分）[12]
- もっともあぶない刑事 - 畑
- イヴの衝撃 不貞妻の疼き - 林直樹
- 石内尋常高等小学校 花は散れども（2008年） - 殺陣師

### テレビドラマ
- 人造人間キカイダー（1972年） - ダークロボット（トランポリン）[2][5]
- 流星人間ゾーン（1973年） - シルバーガロガ[5]、レッドガロガ[5]、ゾーンファイター（等身大・吹替）[3][2][5]、防人光（スタント）[5]
- ダイヤモンド・アイ（1973年） - アイ[5]、前世魔人[5]
- ウルトラシリーズ
  - ウルトラマンレオ（1974年 - 1975年） - ウルトラマンレオ（第1話後半 - ）[2][5]、ウルトラセブン（第1話前半のみ）[2][5]、ギロ星獣（等身大）[5]、空手のメンバー
  - ウルトラマンティガ 第51話「暗黒の支配者」（1997年） - 避難民 役
  - ウルトラマンダイナ
    - 第6話「地球最大の怪獣」（1997年） - ビルの警備員 役
    - 第46話「君を想う力」（1998年） - 酔っ払い 役

  - ウルトラマンガイア
    - 第15話「雨がやんだら」（1998年） - 堀江（酔っ払い） 役
    - 第39話「悲しみの沼」（1999年） - 旧日本軍幹部 役

  - ウルトラマンコスモス
    - 第23話「ルナ対ルナ」（2001年） - 屈強な警備員 役
    - 第58話「復讐の空」（2002年） - 警備員 役 ※未放送作品

  - ウルトラQ dark fantasy 第15話「光る舟」（2004年） - 警備員 役
- プレイガールQ 第2話「禁じられた恋人」（1974年）
- 新宿警察 第2話「地下水道」（1975年）
- Gメン'75 第125話「ウソ発見機」（1977年） - ヤクザ
- 恐竜大戦争アイゼンボーグ（1977年） - アイゼンボー[2][5]、恐竜[2]
- 大都会 PARTIII
  - 第4話「吼えるショットガン」（1978年）
  - 第16話「殺人犯奪回要求」（1979年）
  - 第17話「誘拐」（1979年）
  - 第39話「警官殺し」（1979年）
  - 第48話「囮作戦」（1979年）
- 太陽にほえろ!
  - 第364話「スニーカー刑事登場!」（1979年）
  - 第376話「右往左往」（1979年） - 城西署刑事
  - 第393話「密偵」（1980年） - 上野刑事
  - 第436話「父親」（1980年） - 暴走族リーダー
  - 第444話「ドック刑事のシアワセな日」（1981年） - バイクを取られる男
  - 第478話「汚れた警察」（1981年） - 久保の情報屋[注釈 3]
  - 第483話「落し穴」（1981年） - 銀行強盗犯[注釈 3]
  - 第501話「ある巡査の死」（1982年） - 拳銃を買った男[注釈 3]
  - 第503話「山さんとラガー」（1982年） - 寿司屋の出前持ち
  - 第509話「列車の中の女」（1982年） - 大石を刺した男[注釈 3]
  - 第524話「ラガーのラブレター」（1982年） - 宝石強盗犯
  - 第525話「石塚刑事殉職」（1982年） - 戸川組組員[注釈 3]
  - 第565話「正義に拳銃を向けた男」（1983年） - 尾藤
  - 第574話「冒険の海」（1983年） - 公栄商事社員
  - 第578話「一係皆殺し!」（1983年） - 帝京物産社員
  - 第598話「戦士よ 眠れ・新たなる闘い」（1984年） - 元戸川組組員※
  - 第603話「陽炎の街」（1984年） - 竜神会組員
  - 第607話「狼を追え!」（1984年） - 明和企画構成員[注釈 3]
  - 第613話「ヘッドハンター」（1984年） - 新田興業構成員[注釈 3]
  - 第616話「カエルの子」（1984年）- 黒木三郎
  - 第621話「決闘」（1984年） - ヤクザ
  - 第630話「必死のマミー」（1984年） - 矢部の部下
  - 第644話「七曲署全員出動・狙われたコンピューター」（1985年） - 三浦貞夫
  - 第647話「護送車強奪」（1985年） - 囚人[注釈 3]
  - 第653話「一枚のシール」（1985年） - 響組組員[注釈 3]
  - 第658話「ラガーよ、俺たちはおまえがなぜ死んだか知っている」（1985年） - 中西治
  - 第677話「あなたを告訴する!」（1985年） - 響組組員
  - 第691話「さらば! 山村刑事」（1986年） - 戸川組組員[注釈 3]
  - 第709話「タイムリミット・午前6時」（1986年） - 岡崎の部下
  - 太陽にほえろ! PART2 第4話「俺は殺された」（1986年） - 響組東京支部組員[注釈 3]
- 恐竜戦隊コセイドン（1978年） - コセイダー[2][5]
- スターウルフ（1978年） - ウルフアタッカー[2]
- 西遊記 - 悟空の分身（第8話）ほか
- 西遊記II
- 大江戸捜査網
  - 第321話「女忍者涙の姉弟愛」（1980年）
  - 第498話「姫君七変化道中」（1981年）
  - 第527話「大奥に住む女夜叉」（1982年）
  - 第553話「尼僧が誘う妖艶やわ肌蜘蛛」（1982年）
  - 第561話「密室を暴く恐怖の魔術師」（1982年）
  - 第575話「炎の誘惑 爆弾魔を斬れ」（1982年）
  - 第580話「絶唱 夜霧に消えた女郎花」（1983年）
- 探偵物語 第3話「危険を買う男」（1979年）
- 西部警察シリーズ
  - 西部警察
    - 第2話「無防備都市 -後編-」（1979年）
    - 第7話「暴走刑事を撃て」（1979年）
    - 第10話「ホットマネー攻防戦」（1979年） - 門馬三郎
    - 第12話「ビッグバッド・ママ」（1979年）
    - 第18話「俺たちの闘い」（1980年） - 村山
    - 第24話「獅子に怒りを!」（1980年） - 拳銃を買った男
    - 第32話「俺の愛した小さな奴」（1980年） - 電話ボックスの男
    - 第91話「鮮血のペンダント」（1981年） - マキタ
    - 第118話「あの歌をもう一度」（1982年）

  - 西部警察 PART-II
    - 第1話「大門軍団・激闘再び -沖田登場-」（1982年）
    - 第11話「大激闘!! 浜名湖決戦 -静岡・後篇-」（1982年） - 作業服の男（黄ヘルメット）
    - 第16話「追撃」（1982年） - 義青会構成員
    - 第21話「甦れ! ドッグ・ファイター」（1982年） - 菅原敦夫
    - 第28話「涙は俺がふく」（1982年） - 竜神会構成員

  - 西部警察 PART-III
    - 第19話「決戦! 燃えろ玄界灘 -福岡篇-」 - （1983年） - 殺し屋
    - 第50話「爆発5秒前! 琵琶湖の対決 -大阪・大津篇-」（1984年） - シージャック犯（黒帽子）
    - 第54話「妹」（1984年） - 高見沢弁護士事務所構成員
    - 第68話「愛の旅立ち」（1984年） - 寺島の部下（白ネクタイ）
    - 最終回スペシャル「さよなら西部警察 大門死す! 男達よ永遠に…」（1984年） - テロ集団「鷹の目」狙撃兵
- 仮面ライダースーパー1 第42話「悪魔元帥の大仮装パーティ」（1981年） - パーティ出席者[注釈 4]
- ザ・ハングマンシリーズ
  - ザ・ハングマンII 第2話「女王がなめた苦い水」（1982年） - 今村の部下
  - ザ・ハングマン4 第18話「さらわれた令嬢が乱暴される」（1985年） - 武本の部下
  - ハングマンGOGO 第7話「罠におちて 原宿宝石店襲撃!」（1987年） - 宮崎
- 六本木ダンディー おみやさん
- 誇りの報酬
  - 第25話「あの美女は誰だ?!」（1986年） - 偽造紙幣組織一味
  - 第41話「東京-仙台・追跡300キロ」（1986年） - 高野光男
- あぶない刑事 第16話「誤算」（1987年）
- あきれた刑事
  - 第1話「悪人志願」（1987年） - 平野猛
  - 第22話「保険金デート」（1988年） - 巽会構成員（白スーツ）
- もっとあぶない刑事 第19話「役得」（1989年） - 岩﨑
- 暴れ九庵
- 世にも奇妙な物語（1991年5月30日）「覆面」 - 新日本プロレスコーチ
- 刑事追う!
- 豆腐屋直次郎の裏の顔
- お見合い放浪記
- 日曜プライム 「警視庁・捜査一課長」（2019年） ‐ 田野倉義之

## 擬斗指導
- ア・ホーマンス（1986年）[5]
- あぶない刑事（1986年 - 1987年）
- ウルトラシリーズ
  - ウルトラQ ザ・ムービー 星の伝説（1990年）
  - ウルトラマンティガ（1996年 - 1997年）[5]
  - ウルトラマンダイナ（1997年 - 1998年）[5]
  - ウルトラマンマックス（2005年 - 2006年）
- ミカドロイド（1991年）
- 相棒（2000年 - 、テレビ朝日）[注釈 5][5]
- 闇の天使〜DREAM ANGELS（2001年、ケイエスエス）
- 狗神 INUGAMI（2001年）
- GO（2001年）
- ダブルス（2001年）
- ピンポン（2002年）
- COMBAT QUEEN（2002年）
- 座頭市（2003年）
- 海猫（2004年）
- 血と骨（2004年）
- 同じ月を見ている（2005年）
- みづうみ（2006年）
- 生物彗星WoO（2006年）
- 怪奇大作戦 セカンドファイル（2007年）
- カメレオン（2008年）
- 修羅の荒野（2008年）
- 少年メリケンサック（2008年）
- 石内尋常高等小学校 花は散れども（2008年）
- 遺留捜査（2011年 - 2013年、テレビ朝日）
- 友だちと歩こう（2014年）
- 刑事7人（2015年-、テレビ朝日）
- 破門 ふたりのヤクビョーガミ（2017年）
- アウト&アウト（2018年）※アクションコーディネイト
- 半世界（2019年）
- はぐれ刑事純情派（テレビ朝日）
- タモリ倶楽部（テレビ朝日）
- 警視庁・捜査一課長（テレビ朝日）
- 冬薔薇（2022年）
- 首（2023年）[5]